# باتريشيا بارنت
باتريشيا بارنت (بالإنجليزية: Patricia Barnett)‏ هي أمينة مكتبة أمريكية، ولدت في 26 نوفمبر 1942 في بيتسبرغ في الولايات المتحدة.